# Maria Cunitz
Maria Cunitz ou Maria Cunitia, (d'autres orthographes du nom rencontrées : Cunicia, Cunitzin, Kunic, Cunitiae, Kunicia, Kunicka) (1610, Wołów, Silésie — 22 août 1664 Byczyna, Silésie) est une astronome née en Silésie. Elle est l'autrice de l'ouvrage Urania propitia dans lequel elle apporte de nouvelles tables, de nouvelles éphémérides et une nouvelle solution élégante au problème de Kepler. Le cratère Cunitz sur Vénus est nommé d'après elle. Le planétoïde (12624) Mariacunitia est nommé en son honneur.

## Biographie
Maria Cunitz naît à Wołów, Saint-Empire romain germanique,. Elle la fille aînée de l'immigrant germano-balte Dr Heinrich Cunitz,, docteur et propriétaire terrien qui a vécu à Schweidnitz la plus grande partie de sa vie, et de Maria Scholtz, originaire de Liegnitz,, fille du scientifique allemand Anton von Scholtz (1560–1622), mathématicien et conseiller du duc Joachim-Frédéric de Brzeg. La famille déménage à Schweidnitz (de nos jours Świdnica, en Pologne). Maria se marie jeune (en 1623) avec l'avocat David von Gerstmann. Après la mort de son mari en 1626, elle se marie en 1630 avec le Dr Elias von Löwen (de), également de Silésie. Elias et Maria auront trois fils : Elias Theodor, Anton Heinrich et Franz Ludwig.
La plus grande œuvre de Maria Cunitz est écrite sur les terres du couvent cistercien de Łubnice près de Kalisz, Pologne, où elle et son mari ont trouvé refuge lors de la déclaration de la guerre de Trente Ans (ils étaient protestants ; ses frères et sœurs restés en Silésie se convertirent au Catholicisme). Après leur retour en Silésie, ils publient à leurs propres frais le livre de Maria en 1650. L’œuvre est dédiée à l'Empereur Ferdinand III. En 1655, un feu à Pitschen (polonais : Byczyna) détruit leurs papiers scientifiques et les instruments et réactifs utilisés pour fabriquer des médicaments. Ce feu réduit drastiquement leurs revenus. Maria devient veuve en 1661 et meurt à Pitzen en 1664.
L'année de naissance de Maria Cunitz est incertaine. Aucun document de naissance ou de baptême n'a été découvert. L'année de naissance a été avancée pour la première fois dans la première publication en langue allemande sur Maria Cunitz en 1798. Le Dr Paul Knötel semble être le premier à avoir donné l'année 1604 comme étant son année de naissance. Cette date semble plausible car ses parents se sont mariés l'année précédente. La preuve qu'elle est en fait née en 1610 est donnée par une anthologie regroupant des poèmes de félicitations pour son premier mariage et par une lettre d'Elias A Leonibus à Johannes Hevelius datant de 1651 et découverte par le Dr Ingrid Guentherodt,.

## Œuvre

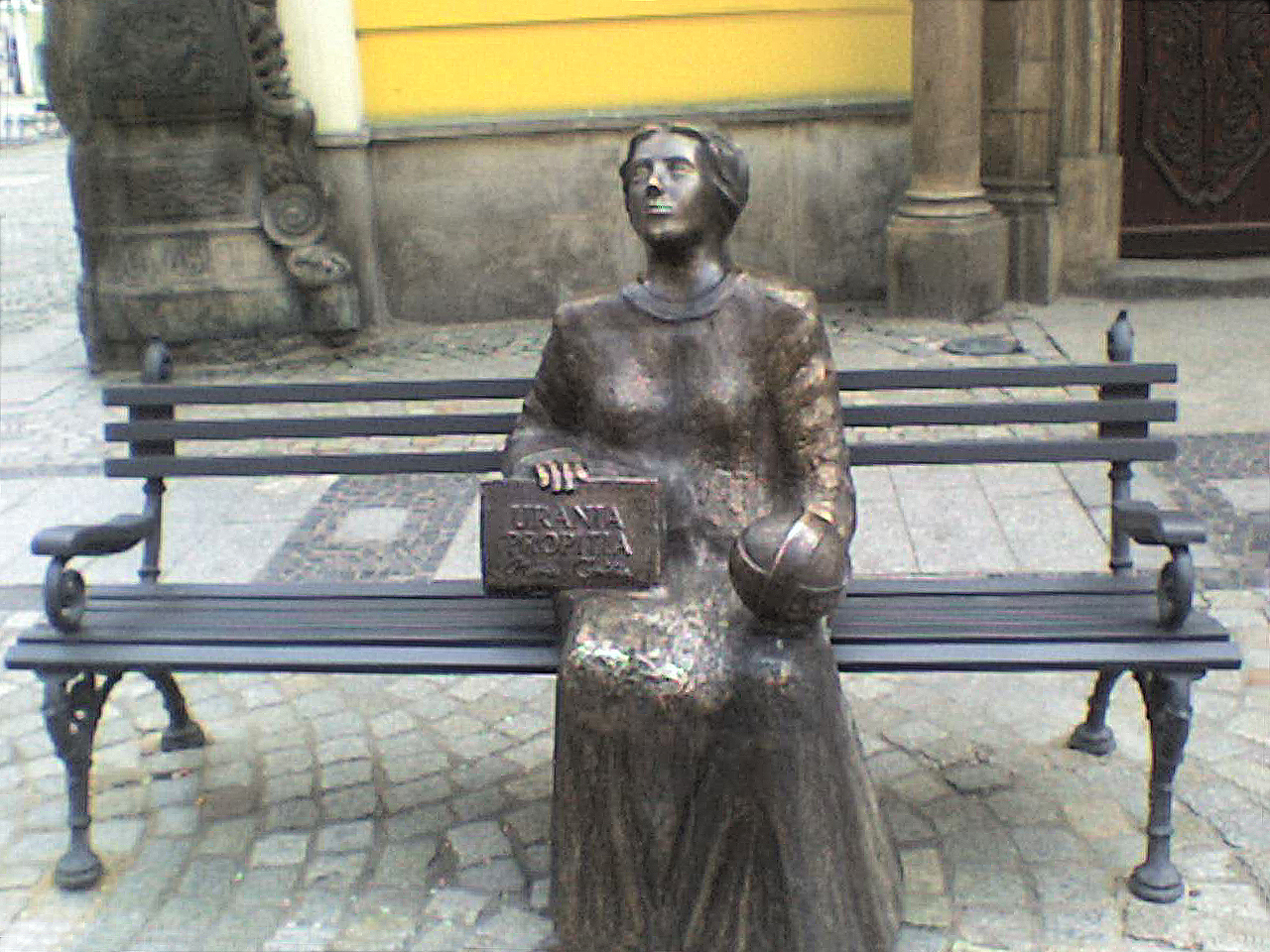
Un mémorial en l'honneur de Maria Cunitz à Świdnica, Pologne.

La publication de l'ouvrage Urania propitia (Olse -Silésie, 1650) donne à Maria Cunitz une réputation européenne. Elle est acclamée comme la femme la plus savante en astronomie depuis Hypatie d'Alexandrie. Fait important pour une publication technique de cette époque, son livre est écrit en latin et en allemand (peut-être pour augmenter l’accessibilité de son travail). Urania propitia est une simplification des tables rudolphines. Ce livre donne de nouvelles tables et éphémérides et une solution plus élégante au problème de Kepler, qui consiste à déterminer la position d'une planète sur son orbite comme une fonction du temps ; de plus, elle corrige des erreurs dans les travaux de Kepler. De nos jours son livre est également montré comme une contribution au développement de la langue allemande scientifique.
À cause de ses talents multiples et de ses réussites, Cunitz était surnommée la « Pallas de Silésie ». En 1727, dans son livre Educated Silesian Women and Female Poets, Johann Caspar Eberti écrit que « (Maria) Cunicia ou Cunitzin est la famille du renommé Henrici Cunitii. Elle était une femme bien éduquée, comme une reine parmi les femmes de Silésie. Elle pouvait converser en sept langues, allemand, italien, français, polonais, latin, grec et hébreu, était une musicienne expérimentée et une peintre accomplie. Elle était une astronome dévouée et appréciait spécialement les problèmes astronomiques. »